# Haus Krawinkel
Das Haus Krawinkel war ein Rittergut mit Burganlage im Stadtquartier Stahlhausen der Stadt Bochum im Ruhrgebiet in Nordrhein-Westfalen.

## Geschichte
Der Adelssitz hat sich aus dem seit dem 12. Jahrhundert belegten Schulzenhof Crawinkel der Abtei Werden in Essen entwickelt. Zwischen 1243 und 1478 ist neben den Schulzen auch ein Rittergeschlecht von Krawinkel belegt. Um 1300 waren diese Ministeriale der Grafen von Kleve, sind aber um 1320 dem Abt von Werden übertragen worden. Nach deren Aussterben besaßen die Herren von der Leiten, von Vietinghoff genannt Schell, von Eickel zu Vörde, von Rump zu Crange und von Essellen Hof und Burg zu Lehen. Der Burgplatz ist heute durch ein Stahlwerk überbaut.

## Beschreibung
Über das Aussehen der Burg lassen sich keine detaillierten Angaben machen. Die Erwähnung eines Burgbergs als topographische Angabe in einer Urkunde aus dem Jahr 1371 lässt auf eine Motte schließen. Die Beobachtung von Fundamenten in der Zeit um 1900 spricht für ein steinernes Hauptgebäude. Weitere Aussagen lassen sich nicht machen, da das entsprechende Areal ohne archäologische Untersuchungen im Zuge der Errichtung eines Stahlwerks zerstört wurde.